# Nusplingen
Nusplingen es un municipio situado en el distrito de Zollernalb, en el estado federado de Baden-Wurtemberg (Alemania). Tiene una población estimada, a fines de 2023, de 1887 habitantes.